# Anthologia Latina
Anthologia Latina är en samling av latinska dikter från tiden runt 500 e. kr.
En första sammanställning av texterna gjordes av Pieter Burman den yngre. En senare fylligare version utgav senare av Alexander Riese. Namnet influerades av Anthologia Palatina, en samling grekiska dikter, bevarade i en medeltida handskrift. Anthologia Latina har troligen inte varit någon antologi under antiken, och kvaliteten på dikterna varierar mycket.
Bland dikterna märks främst Pervigilium Veneris, en hyllning till våren och Venus av en okänd författare.